# 3. Internationale Sechstagefahrt

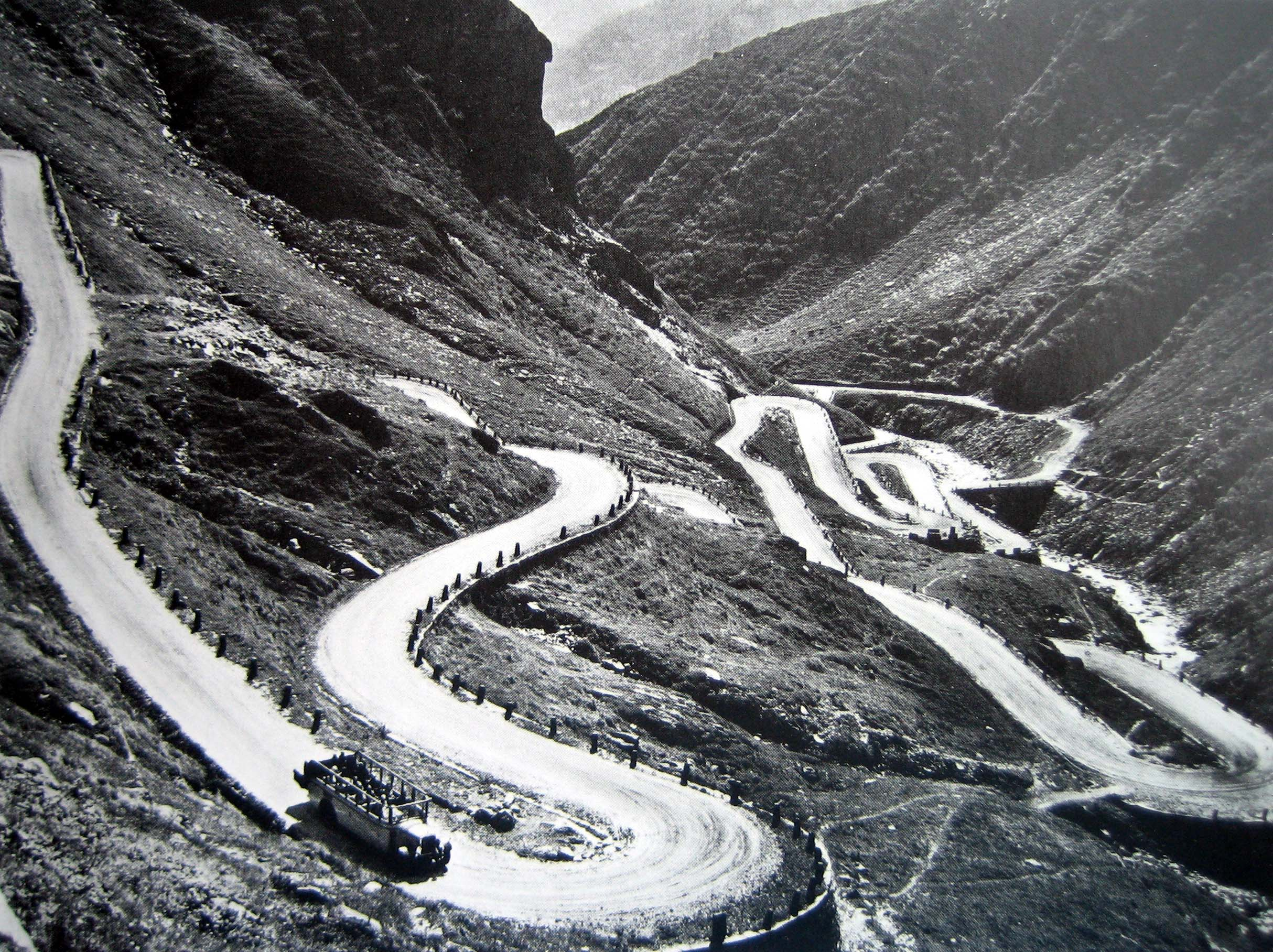
Der Gotthardpass war bei der 3. Internationalen Sechstagefahrt zu überqueren.

Die 3. Internationale Sechstagefahrt fand vom 1. bis 6. August 1921 in der Schweiz statt. Start- und Zielort war Genf.
Nachdem das Nationalteam des Schweizer Motorsportverbandes Union de Motocycliste Suisse die Trophy-Wertung der 2. Internationalen Sechstagefahrt gewonnen hatte, durfte diese in der 3. Auflage dieses Wettbewerbes den Wanderpokal auf heimischen Territorium verteidigen. Die Streckenführung führte durch die gesamte Schweiz und war auch durch das Befahren vieler Pässe gekennzeichnet.
Die Schweizer Mannschaft konnte ihren Vorjahreserfolg verteidigen.

## Wettkampf
Zur 3. Internationalen Sechstagefahrt hatten insgesamt 51 Fahrer aus der Schweiz (20), dem Vereinigten Königreich (26) und Frankreich (5) gemeldet.

### 1. Tag
Die Etappe am ersten Tag führt von Genf nach La Chaux-de-Fonds über 240 Kilometer. Es kam zu keinen Ausfällen.

### 2. Tag
Am zweiten Tag fuhren die Wettkämpfer von La Chaux-de-Fonds nach Basel. Die 246 Kilometer lange Strecke führte unter anderem über den Stierenberg und den Weissensteinpass.
Vier Fahrer mussten an diesem Tag ausscheiden, zwei davon nach eine Sturz.

### 3. Tag
Am dritten Tag war die 341 Kilometer lange Strecke zwischen Basel und Zürich zurückzulegen.
Drei Fahrer schieden aus, einer wegen Überschreitung der zulässigen Fahrzeit.

### 4. Tag
Am vierten Tag führte die Etappe über 299 Kilometer von Zürich nach Lugano.
Bei Dauerregen und niedrigen Temperaturen wurden der Gotthardpass überquert.
Ein Fahrer schied wegen eines technischen Defektes aus.

### 5. Tag
Die Etappe am fünften Tag führte von Lugano nach Freiburg. Die 323 Kilometer lange Strecke führte unter anderem über den Furkapass und durch Bern.
Ein Fahrer musste wegen eines technischen Defektes aufgeben.

### 6. Tag
Am letzten Wettkampftag führte die Strecke über 315 Kilometer von Freiburg nach Genf. Am Col du Bruch wurde ein Bergrennen durchgeführt. Während der Schweizer Morand gegen den Briten Williams hier Zeit verlor, waren seine beiden Teamkollegen Gex und Rothenbach schneller als die Briten Gibson und Newman. Rothenbach fuhr mit seiner 1000-cm³-Motosacoche mit 4 Minuten 31,4 Sekunden die schnellste Zeit.
Durch einen Fehler des Briten Lengman beim Geschwindigkeitstest über die Kilometerstrecke verlor das britische Scott-Team noch den ersten Platz in der Werksmannschaftswertung an Motosacoche.

## Endergebnis
| Platz | Team                                                                               | Punkte |
| ----- | ---------------------------------------------------------------------------------- | ------ |
| 1.    | Schweiz Jean Morand (Condor) A. Rothenbach (Motosacoche) Edouard Gex (Motosacoche) | 2970   |
| 2.    | Vereinigtes Königreich Williams (A.J.S.) Newman (Douglas Motors) Gibson (Raleigh)  | 2819   |

Von den 51 gestarteten Fahrer fielen zwölf aus. 5 Fahrer erhielten die Große Goldmedaille, 28 eine Goldmedaille und 4 eine Silbermedaille.
Beste Fahrer waren Clerc auf Condor (Motorräder bis 250 cm³), Williams auf A.J.S. (Motorräder bis 350 cm³), Robert auf Motosacoche (Motorräder bis 500 cm³), Wood auf Scott (Motorräder bis 750 cm³), Rothenbach auf Motosacoche (Motorräder bis 1000 cm³), Eduoard Gex auf Motosacoche (Seitenwagengespanne bis 1000 cm³) und Honel mit G.N. (Cyclecars)
Bei der Markenwertung gewann Motosacoche (2951 Punkte) vor Scott (2934 Punkte) und Douglas Motors (2920 Punkte). 
In der Clubwertung gewann der MC Pâquis (2945 Punkte) vor dem Worcester-Club (2819 Punkte), gleichzeitig auch das britische Trophy-Team, und der zweiten Auswahl des MC Pâquis (2817 Punkte).